# Bảng chữ cái ngữ âm NATO
| Character | Morse Code | Telephony | Phonic (Pronunciation)          |
| --------- | ---------- | --------- | ------------------------------- |
| A         | ●−         | Alfa      | (AL-FAH)                        |
| B         | −●●●       | Bravo     | (BRAH-VOH)                      |
| C         | −●−●       | Charlie   | (CHAR-LEE) or (SHAR-LEE)        |
| D         | −●●        | Delta     | (DELL-TAH)                      |
| E         | ●          | Echo      | (ECK-OH)                        |
| F         | ●●−●       | Foxtrott  | (FOX-TROTT)                     |
| G         | −−●        | Golf      | (GOLF)                          |
| H         | ●●●●       | Hotel     | (HOH-TEL)                       |
| I         | ●●         | India     | (IN-DEE-AH)                     |
| J         | ●−−−       | Juliett   | (JEW-LEE-ETT)                   |
| K         | −●−        | Kilo      | (KEY-LOW)                       |
| L         | ●−●●       | Lima      | (LEE-MAH)                       |
| M         | −−         | Mike      | (MIKE)                          |
| N         | −●         | November  | (NO-VEM-BER)                    |
| O         | −−−        | Oscar     | (OSS-CAH)                       |
| P         | ●−−●       | Papa      | (PAH-PAH)                       |
| Q         | −−●−       | Quebec    | (KEH-BECK)                      |
| R         | ●−●        | Romeo     | (ROW-ME-OH)                     |
| S         | ●●●        | Sierra    | (SEE-AIR-RAH)                   |
| T         | −          | Tango     | (TANG-GO)                       |
| U         | ●●−        | Uniform   | (YOU-NEE-FORM) or (OO-NEE-FORM) |
| V         | ●●●−       | Victor    | (VIK-TAH)                       |
| W         | ●−−        | Whiskey   | (WISS-KEY)                      |
| X         | −●●−       | Xray      | (ECKS-RAY)                      |
| Y         | −●−−       | Yankee    | (YANG-KEY)                      |
| Z         | −−●●       | Zulu      | (ZOO-LOO)                       |
| 1         | ●−−−−      | One       | (WUN)                           |
| 2         | ●●−−−      | Two       | (TOO)                           |
| 3         | ●●●−−      | Three     | (TREE)                          |
| 4         | ●●●●−      | Four      | (FOW-ER)                        |
| 5         | ●●●●●      | Five      | (FIFE)                          |
| 6         | −●●●●      | Six       | (SIX)                           |
| 7         | −−●●●      | Seven     | (SEV-EN)                        |
| 8         | −−−●●      | Eight     | (AIT)                           |
| 9         | −−−−●      | Nine      | (NIN-ER)                        |
| 0         | −−−−−      | Zero      | (ZEE-RO)                        |

Bảng chữ cái ngữ âm NATO, đã chính thức ký hiệu là Bảng chữ cái chính tả điện thoại vô tuyến quốc tế, và cũng thường được biết dưới tên gọi là bảng chữ cái ngữ âm ICAO, và trong một biến thể còn được gọi chính thức là bảng mật mã chữ cái phiên âm và chữ số ITU, là bảng chữ cái chính tả điện thoại vô tuyến được dùng rộng rãi nhất. Mặc dù thường được gọi là "các bảng chữ cái ngữ âm", các bảng chữ cái chính tả không liên quan đến các hệ thống phiên âm như Bảng chữ cái ngữ âm quốc tế. Thay vào đó, bảng chữ cái của Tổ chức Hàng không Dân dụng Quốc tế (ICAO) gán các từ mật mã một cách mã hóa âm cho các chữ cái trong bảng chữ cái tiếng Anh, do đó những tổ hợp quan trọng giữa các chữ cái và số có thể được phát âm và hiểu bởi những người trao đổi tin nhắn thoại qua radio hoặc điện thoại, bất kể về sự khác biệt ngôn ngữ hoặc chất lượng của kênh liên lạc.
26 từ mã hóa trong bảng chữ cái ngữ âm NATO được gán cho 26 chữ cái của bảng chữ cái Tiếng Anh theo thứ tự chữ cái như sau: Alfa, Bravo, Charlie, Delta, Echo, Foxtrot, Golf, Hotel, India, Juliett, Kilo, Lima, Mike, November, Oscar, Papa, Quebec, Romeo, Sierra, Tango, Uniform, Victor, Whiskey, X-ray, Yankee, Zulu.
Tuân thủ nghiêm ngặt các từ chính tả được quy định – bao gồm cả lỗi chính tả rõ ràng "Alfa" và "Juliett" – là cần thiết để tránh các vấn đề nhầm lẫn mà bảng chữ cái chính tả được thiết kế để khắc phục. Như đã lưu ý trong một bản ghi nhớ NATO năm 1955:

## Sự chọn lựa mang tính quốc tế
Sau khi bảng chữ cái ngữ âm đã được phát triển bởi Tổ chức Hàng không Dân dụng Quốc tế (ICAO)  (xem lịch sử bên dưới), nó đã được chấp nhận bởi nhiều tổ chức quốc tế và quốc gia khác nhau, bao gồm Liên minh Viễn thông Quốc tế (ITU), Tổ chức Hàng hải Quốc tế (IMO) thông qua, Chính phủ Liên bang Hoa Kỳ (theo Tiêu chuẩn Liên bang 1037C: Bảng chú thích thuật ngữ về các thuật ngữ viễn thông, và người kế nhiệm của nó ANSI T1.523-2001, Bảng chú thích thuật ngữ viễn thông ATIS, đều trích dẫn Ấn phẩm chung 1-02: Từ điển Bộ Quốc phòng về Quân đội và các thuật ngữ liên quan, nhưng sửa đổi cách đánh vần chính tả của alfa và juliett) và Cục hàng không liên bang (FAA), và Liên đoàn vô tuyến nghiệp dư quốc tế (IARU), Liên đoàn phát thanh vô tuyến Mỹ (ARRL), Hiệp hội Cán bộ truyền thông an toàn công cộng-quốc tế (APCO); và bởi nhiều tổ chức quân sự như Tổ chức Hiệp ước Bắc Đại Tây Dương (NATO) và tổ chức đã ngưng hoạt động như Tổ chức Hiệp ước Đông Nam Á (SEATO)
Các từ mật mã có chữ cái giống nhau được sử dụng bởi tất cả các cơ quan, nhưng mỗi cơ quan chọn một trong hai bộ từ mã số khác nhau. NATO sử dụng các từ số tiếng Anh thông thường (Zero, One, với một số cách phát âm thay thế), trong khi ITU (bắt đầu từ ngày 1 tháng 4 năm 1969)  và IMO định nghĩa các từ số ghép (Nadazero, Unaone, Bissotwo,...). Trong thực tế, những từ này rất hiếm khi sử dụng, vì chúng thường dẫn đến sự nhầm lẫn giữa những người nói giữa những ngôn ngữ khác nhau.

## Cách dùng từ
Để tránh sự nhầm lẫn, một bản chữ cái chính tả thường được dùng để đánh vần các phần của một thông điệp có các số và chữ, bởi vì nhiều chữ cái có phát âm gần giống nhau, ví dụ như "n" và "m" hay "f" và "s"; khả năng gây nhầm lẫn tăng cao nếu sự nhiễu tĩnh hay các loại nhiễu loạn khác đang có mặt. Ví dụ thông điệp "di chuyển đến ô bản đồ DH98" có thể được truyền đi như "di chuyển đến ô bản đồ Delta-Hotel-Niner-Ait". Dùng "Delta" thay cho "D" giúp tránh nhầm lẫn giữa "DH98" và "BH98" hoặc "TH98". Cách phát âm bất thường của một vài chữ số đã được thiết kế cũng góp phần giảm thiểu sự nhầm lẫn.
Ngoài việc sử dụng trong quân sự truyền thống, ngành công nghiệp dân dụng sử dụng bảng chữ cái để tránh các vấn đề tương tự trong việc truyền tin nhắn bằng những hệ thống điện thoại. Ví dụ: nó thường được dùng trong ngành bán lẻ nơi mà thông tin chi tiết về khách hàng hoặc trang web được sử dụng qua điện thoại (để ủy quyền hợp đồng tín dụng hoặc xác nhận mã chứng khoán), mặc dù mã hóa đột xuất thường được sử dụng trong trường hợp đó. Nó đã được sử dụng thường xuyên bởi các nhân viên công nghệ thông tin để giao tiếp các mã nối tiếp / mã tham chiếu (thường rất dài) hoặc thông tin chuyên ngành khác bằng giọng nói. Hầu hết các hãng hàng không lớn sử dụng bảng chữ cái để liên lạc với hồ sơ tên hành khách (PNR) trong nội bộ và trong một số trường hợp với khách hàng. Nó cũng thường được sử dụng trong bối cảnh y tế, để tránh nhầm lẫn khi truyền thông tin.
Một vài mật mã chữ và các từ viết tắt dùng bảng chữ cái chính tả đã trở nên phổ biến như là Bravo Zulu (mã chữ BZ) nghĩa là "làm tốt lắm", Checkpoint Charlie (Checkpoint C) ở Berlin, và Zulu Time cho Greenwich Mean Time hoặc Coordinated Universal Time. Trong giai đoạn Chiến tranh Việt Nam, chính phủ Mỹ đã gán cho những lính du kích Việt Cộng và lực lượng của họ là VC, hay là Victor Charlie; tên "Charlie" đã trở thành từ đồng nghĩa với lực lượng này.

## Cách phát âm các từ mật mã
Sự lựa chọn cuối cùng của các từ mật mã cho các chữ cái trong bảng chữ cái và cho các chữ số được thực hiện sau hàng trăm ngàn bài kiểm tra độ mạch lạc bao gồm 31 quốc tịch. Tính năng đủ điều kiện là khả năng của một từ mật mã được hiểu trong ngữ cảnh của những người khác. Ví dụ, football có cơ hội được hiểu cao hơn foxtrot khi cô lập, nhưng foxtrot vượt trội hơn trong giao tiếp mở rộng.
Cách phát âm của các từ mật mã thay đổi tùy theo thói quen ngôn ngữ của người nói. Để hạn chế các biến thể rộng trong cách phát âm, các bản ghi và áp phích minh họa cách phát âm mà ICAO mong muốn thường có sẵn. Tuy nhiên, vẫn có sự khác biệt trong cách phát âm giữa ICAO và các cơ quan khác, và ICAO có mâu thuẫn giữa phiên âm bảng chữ cái của Latinh và của IPA. Ngoài ra, mặc dù tất cả các mã cho các chữ cái trong bảng chữ cái là các từ tiếng Anh, nhưng chúng không thường được phát âm theo Tiếng Anh.
Các cách phát âm có phần nào đó không chắc chắn bởi vì các cơ quan, trong khi bề ngoài sử dụng cùng cách phát âm, đưa ra các phiên âm khác nhau, thường không nhất quán từ chữ này sang chữ khác. ICAO cung cấp một cách phát âm khác cho phiên âm IPA và đánh vần lại, và FAA cũng đưa ra các cách phát âm khác nhau tùy thuộc vào ấn phẩm được tư vấn, Hướng dẫn thông tin hàng không FAA (§   4-2-7), hướng dẫn sử dụng dịch vụ bay FAA (§   14.1.5) hoặc hướng dẫn ATC (§   2-4-16). ATIS đưa ra các đánh vần tiếng Anh, nhưng không đưa ra phát âm hoặc số. ICAO, NATO và FAA sử dụng các phiên bản sửa đổi các chữ số tiếng Anh, với trọng âm ở một âm tiết, trong khi các chữ số giả Latinh của ITU và IMO ghép với một tập hợp khác biệt nhau của các chữ số tiếng Anh được sửa đổi và nhấn mạnh vào từng âm tiết. Các số 10 đến 99 được đánh vần (nghĩa là 17 được nói "WUN SEV-EN" và 60 được nói "SIX ZERO"), trong tiếng Anh trong khi đối với những từ hundreds và thousands thì hundred và thousand được sử dụng.
Cách phát âm các chữ số 3, 4, 5 và 9 khác với tiếng Anh chuẩn - được phát âm là tree, fower, fife và niner. Chữ số 3 được nói rõ như là tree sao cho nó không được phát âm là sri; cách phát âm dài của 4 (vẫn được tìm thấy trong một số phương ngữ tiếng Anh) giữ cho nó hơi khác biệt so với for; 5 được phát âm với một âm "f" thứ hai vì cách phát âm bình thường với âm "v" dễ bị nhầm với "fire" (lệnh bắn); và 9 có một âm tiết thêm để giữ cho nó khác biệt với nein trong tiếng Đức 'không'.
Chỉ duy nhất ICAO chỉ dẫn cách phát âm với IPA, và sau đó chỉ cho các chữ cái. Một số phát âm ghi lại đã được sửa đổi chút ít so với các cách phát âm tiếng Anh bình thường của họ: [ˈælfa, ˈbraːˈvo, ˈdeltɑ, ɡʌlf, ˈliːmɑ, ˈɔskɑ, siˈerɑ, ˈtænɡo, ˈuːnifɔrm, ˈviktɑ, ˈjænki] một phần do việc thay thế âm schwas cuối với nguyên âm [ɑ]. Cả IPA và phát âm được đánh vần lại được phát triển bởi ICAO trước năm 1956 với lời khuyên từ các chính phủ của cả Hoa Kỳ và Vương quốc Anh, vậy nên phát âm của cả Tiếng Mỹ phổ thông và Phát âm tiêu chuẩn Anh là dẽ thấy nhất, đặc biệt là trong giọng có rhotic và không rhotic. Phiên bản được đánh vần lại thường ít nhất phù hợp với giọng rhotic ('r' được phát âm), như trong CHAR LEE, SHAR LEE, NO VEM BER, YOU NEE FORM và OO NEE FORM, trong khi phiên bản IPA thường nói rõ giọng không rhotic ('r' chỉ phát âm trước một nguyên âm), như trong [ˈtʃɑːli], [ˈʃɑːli], [noˈvembə], và [ˈjuːnifɔːm]. Các ngoại lệ là OSS CAH, VIK TAH và ˈuːnifɔrm. Hình thức IPA của Golf ngụ ý nó được phát âm là gulf, không phải là tiếng Anh nói chung của người Mỹ hay người Anh. Các cơ quan khác nhau gán các mô hình nhấn giọng khác nhau cho Bravo, Hotel, Juliett, tháng 11, Papa, X-quang; ICAO có các nhấn giọng khác nhau đối với Bravo, Juliett, X-quang trong các chữ viết được đánh vần lại và chữ viết IPA. Hơn nữa, cách phát âm đã chỉ dẫn đối với whiskey bắt đầu sự rung động, mặc dù một số người sử dụng không có sự rung động ở đây, đặc biệt là ở Scotland và Ireland (phân biệt wine-whine).
Ngoài ra, ITU và IMO chỉ định cách phát âm số khác với ICAO, sử dụng các từ ghép kết hợp từ tiếng Anh với tiền tố trong tiếng Tây Ban Nha hoặc tiếng Latin. Tuy nhiên, kể từ năm 2002, các quy trình GMDSS của IMO cho phép sử dụng cách phát âm số ICAO. 
| Chữ             | Từ mã    | Phép đọc              |
| --------------- | -------- | --------------------- |
| A               | Alfa     | ˈalfa                 |
| B               | Bravo    | ˈbravo                |
| C               | Charlie  | ˈtʃali hoặc ˈʃali     |
| D               | Delta    | ˈdɛlta                |
| E               | Echo     | ˈɛko                  |
| F               | Foxtrot  | ˈfɔks.trɔt            |
| G               | Golf     | ˈɡɔlf                 |
| H               | Hotel    | hoˈtɛl                |
| I               | India    | ˈɪndia                |
| J               | Juliett  | ˈdʒuliˈɛt             |
| K               | Kilo     | ˈkilo                 |
| L               | Lima     | ˈlima                 |
| M               | Mike     | ˈmai̯k                 |
| N               | November | noˈvɛmba              |
| O               | Oscar    | ˈɔska                 |
| P               | Papa     | paˈpa                 |
| Q               | Quebec   | keˈbɛk                |
| R               | Romeo    | ˈromio                |
| S               | Sierra   | siˈɛra                |
| T               | Tango    | ˈtaŋɡo                |
| U               | Uniform  | ˈjunifɔm hoặc ˈunifɔm |
| V               | Victor   | ˈvɪkta                |
| W               | Whiskey  | ˈwɪski                |
| X               | X-ray    | ˈɛks.rei̯              |
| Y               | Yankee   | ˈjaŋki                |
| Z               | Zulu     | ˈzulu                 |
| 0               | Zero     | ˈziro                 |
| 1               | One      | ˈwan                  |
| 2               | Two      | ˈtu                   |
| 3               | Three    | ˈtri                  |
| 4               | Four     | ˈfoa                  |
| 5               | Five     | ˈfai̯f                 |
| 6               | Six      | ˈsɪks                 |
| 7               | Seven    | ˈsɛvən                |
| 8               | Eight    | ˈei̯t                  |
| 9               | Nine     | ˈnai̯na                |
| (dấu thập phân) | Decimal  | ˈdeˈsiˈmal            |
| 00              | Hundred  | ˈhandrɛd              |
| 000             | Thousand | ˈtau̯ˈzand             |
| -               | Hyphen   | ˈhai̯fən               |
| .               | Stop     | ˈstɔp                 |

## Lịch sử
Trước Chiến tranh thế giới thứ nhất và sự phát triển và áp dụng rộng rãi radio hai chiều hỗ trợ giọng nói, những bảng chữ cái chính tả điện thoại đã được phát triển để cải thiện giao tiếp trên các mạch điện thoại đường dài và chất lượng thấp.
Bảng chữ cái chính tả phi quân sự đầu tiên được quốc tế công nhận đã được CCIR (tiền thân của ITU) thông qua vào năm 1927. Kinh nghiệm thu được với bảng chữ cái đó dẫn đến một số thay đổi được thực hiện trong năm 1932 bởi ITU. Bảng chữ cái thu được sau đó bởi Ủy ban Hàng không Quốc tế, tiền thân của ICAO, và được sử dụng cho hàng không dân dụng cho đến Thế chiến II. Nó tiếp tục được IMO sử dụng cho đến năm 1965.
Trong suốt Thế chiến II, nhiều quốc gia đã sử dụng các phiên bản bảng chữ cái chính tả của riêng họ. Hoa Kỳ đã thông qua bảng chữ cái điện thoại vô tuyến của Quân đội / Hải quân trong năm 1941 để chuẩn hóa các hệ thống trong số tất cả các nhánh của lực lượng vũ trang của mình. Bảng chữ cái Hoa Kỳ được biết đến với tên Able Baker sau các từ dành cho A và B. Không quân Hoàng gia đã chấp nhận một bản tương tự như Hoa Kỳ trong Thế chiến II. Các lực lượng khác của Anh đã sử dụng bảng chữ cái radio RAF, tương tự như bảng chữ cái ngữ âm được sử dụng bởi Hải quân Hoàng gia trong Thế chiến I. Ít nhất hai trong số các thuật ngữ đôi khi vẫn được công dân Anh Quốcsử dụng để đánh vần các từ qua điện thoại, cụ thể là F cho Freddie và S cho đường.
Để cho phép các lực lượng vũ trang Hoa Kỳ, Anh và Úc liên lạc trong các hoạt động chung, năm 1943, CCB (Ban truyền thông kết hợp; sự kết hợp của các lệnh quân sự cấp cao của Hoa Kỳ và Vương quốc Anh) đã chỉnh sửa bảng chữ cái của Quân đội / Hải quân Hoa Kỳ để dùng chung cho cả ba quốc gia, với kết quả được gọi là bảng chữ cái chính tả Anh-Mỹ. Nó được định nghĩa trong một hoặc nhiều CCBP-1: Hướng dẫn liên lạc đổ bộ kết hợp, CCBP3: Quy trình Điện thoại vô tuyến kết hợp (R / T) và CCBP-7: Hướng dẫn giao tiếp kết hợp. Bảng chữ cái CCB bản thân nó được dựa trên bảng chữ cái chính tả của Quân đội / Hải quân Hoa Kỳ. Các tài liệu CCBP (Ấn phẩm kết hợp của Ban truyền thông kết hợp) có chứa tài liệu trước đây được xuất bản trong Cẩm nang lĩnh vực quân đội Hoa Kỳ trong sê-ri 24. Một số trong những tài liệu này đã được sửa đổi, và được đổi tên. Chẳng hạn, CCBP3-2 là phiên bản thứ hai của CCBP3.
Trong Thế chiến II, quân đội Hoa Kỳ đã tiến hành nghiên cứu quan trọng về bảng chữ cái chính tả. Thiếu tá FD Handy, giám đốc truyền thông trong Không quân lục quân (và là thành viên của ủy ban làm việc của Ban truyền thông kết hợp), thuyết phục sự giúp đỡ của Phòng thí nghiệm âm thanh học của Đại học Harvard, yêu cầu họ xác định từ thành công nhất cho mỗi chữ cái khi sử dụng "điện thoại quân sự trong tiếng ồn dữ dội gặp phải trong chiến tranh hiện đại.". Ông bao gồm các danh sách từ Hoa Kỳ, Không quân Hoàng gia, Hải quân Hoàng gia, Quân đội Anh, AT & T, Western Union, Truyền thông RCA, và của Công ước Viễn thông Quốc tế. Theo một báo cáo về chủ đề này:
Sau Thế chiến II, với nhiều máy bay và nhân viên mặt đất của các lực lượng vũ trang đồng minh, "Able Baker" đã chính thức được thông qua để sử dụng trong hàng không quốc tế. Trong Phiên họp thứ hai năm 1946 của Ban Truyền thông ICAO, tổ chức này đã sử dụng bảng chữ cái gọi là "Able Baker" , đó là bảng chữ cái đánh vần US US UK 1943. Nhưng nhiều âm là độc nhất đối với tiếng Anh, vì vậy một bảng chữ cái thay thế "Ana Brazil" đã được sử dụng ở Mỹ Latinh. Nhưng Hiệp hội Vận tải Hàng không Quốc tế (IATA), nhận thấy sự cần thiết của một bảng chữ cái phổ quát duy nhất, đã trình bày một bảng chữ cái dự thảo cho ICAO trong năm 1947 có âm thanh chung đối với tiếng Anh, tiếng Pháp, tiếng Tây Ban Nha và tiếng Bồ Đào Nha.
Sau tất cả các nghiên cứu trên, chỉ có năm từ đại diện cho các chữ cái C, M, N, U và X được thay thế. ICAO đã gửi một bản ghi của Bảng chữ cái chính tả Radiotelephony mới cho tất cả các quốc gia thành viên vào tháng 11 năm 1955. Phiên bản cuối cùng được đưa ra trong bảng trên được ICAO triển khai vào ngày ngày 1 tháng 3 năm 1956, và ITU đã chấp nhận nó không lâu sau 1959 khi họ bắt buộc sử dụng thông qua ấn phẩm chính thức của họ, Những quy định vô tuyến. Bởi vì ITU chi phối tất cả các thông tin vô tuyến quốc tế, nó cũng được hầu hết các nhà điều khiển vô tuyến áp dụng, cho dù là quân sự, dân sự hay nghiệp dư. Cuối cùng nó đã được IMO thông qua vào năm 1965. Trong năm 1947, ITU đã thông qua các từ số ghép (Nadazero, Unaone, v.v.), sau đó được IMO thông qua trong năm 1965. 
Trong phiên bản chính thức của bảng chữ cái, cách viết không phải tiếng Anh Alfa và Juliett được sử dụng. Alfa được đánh vần là f vì nó có trong hầu hết các ngôn ngữ châu Âu vì alpha chính tả tiếng Anh và tiếng Pháp sẽ không được phát âm đúng bởi người bản ngữ của một số ngôn ngữ khác - những người có thể không biết rằng ph nên được phát âm là f.   Juliett được đánh vần là một tt cho người nói tiếng Pháp, bởi vì họ có thể coi một t cuối cùng là im lặng. Trong một số phiên bản tiếng Anh của bảng chữ cái, một hoặc cả hai phiên bản này có thể có chính tả tiếng Anh chuẩn.
Được định nghĩa bởi các công ước quốc tế khác nhau trên đài phát thanh, bao gồm:
- Liên minh truyền thông điện toàn cầu, Washington, DC, tháng 12 năm 1920 [21]
- Công ước điện thoại vô tuyến quốc tế, Washington, 1927 (tạo ra CCIR) [22]
- Thông tin chung và các quy định bổ sung (Madrid, 1932) [23]
- Hướng dẫn cho Dịch vụ Điện thoại Quốc tế, 1932 (ITU-T E.141; rút tiền năm 1993)
- Các quy định về thông tin vô tuyến chung và các quy định bổ sung về thông tin vô tuyến (Cairo, 1938) [24]
- Các quy định vô tuyến và các quy định vô tuyến bổ sung (Atlantic City, 1947),[25] trong đó "quyết định rằng Tổ chức hàng không dân dụng quốc tế và các tổ chức hàng không quốc tế khác sẽ chịu trách nhiệm về các thủ tục và quy định liên quan đến liên lạc hàng không. Tuy nhiên, ITU sẽ tiếp tục duy trì các quy trình chung liên quan đến tín hiệu cấp cứu. "
- Hội nghị phát thanh hành chính năm 1959 (Geneva, 1959) [26]
- Liên minh viễn thông quốc tế, đài phát thanh
- Đạo luật cuối cùng của WARC-79 (Geneva, 1979).[27] Ở đây, bảng chữ cái được đặt tên chính thức là "Bảng chữ cái ngữ âm và Mã hình".
- Mã quốc tế về tín hiệu cho truyền thông hình ảnh, âm thanh và vô tuyến, Phiên bản Hoa Kỳ, 1969 (Sửa đổi 2003) [28]

| Chữ   | UECU năm 1920 | 1927 (Washington, D.C.) Hội nghị Điện báo rađio Quốc tế (CCIR) | 1932 Thông tin vô tuyến chung và các điều lệ bổ sung (CCIR/ICAN) | 1938 (Cairo) Các từ tại Hội nghị Điện báo rađio Quốc tế | 1947 (Thành phố Atlantic) Hội nghị Radio Quốc tế | 1946 ICAO Second Session of the Communications Division (same as Joint Army/Navy) | 1947 ICAO (same as 1943 US-UK) | 1947 ICAO alphabet (adopted exactly from ARRL | 1947 ICAO Latin America/Caribbean | 1947 IATA proposal to ICAO | 1949 ICAO code words | 1951 ICAO code words | 1956 ICAO final code words | 1959 (Geneva) Administrative Radio Conference code words | 1959 respelling                                      | 2008 – present ICAO code words | 2008 – present ICAO respelling |
| ----- | ------------- | -------------------------------------------------------------- | ---------------------------------------------------------------- | ------------------------------------------------------- | ------------------------------------------------ | --------------------------------------------------------------------------------- | ------------------------------ | --------------------------------------------- | --------------------------------- | -------------------------- | -------------------- | -------------------- | -------------------------- | -------------------------------------------------------- | ---------------------------------------------------- | ------------------------------ | ------------------------------ |
| A     | Argentine     | Amsterdam                                                      | Amsterdam                                                        | Amsterdam                                               | Amsterdam                                        | Able                                                                              | ABLE                           | ADAM                                          | ANA                               | ALPHA                      | Alfa                 | Alfa                 | Alfa                       | Alfa                                                     | AL FAH                                               | Alfa                           | AL FAH                         |
| B     | Brussels      | Baltimore                                                      | Baltimore                                                        | Baltimore                                               | Baltimore                                        | Baker                                                                             | BAKER                          | BAKER                                         | BRAZIL                            | BETA                       | Beta                 | Bravo                | Bravo                      | Bravo                                                    | BRAH VOH                                             | Bravo                          | BRAH VOH                       |
| C     | Canada        | Canada                                                         | Casablanca                                                       | Casablanca                                              | Casablanca                                       | Charlie                                                                           | CHARLIE                        | CHARLIE                                       | COCO                              | CHARLIE                    | Coca                 | Coca                 | Charlie                    | Charlie                                                  | CHAR LEE or SHAR LEE                                 | Charlie                        | CHAR LEE or SHAR LEE           |
| D     | Damascus      | Denmark                                                        | Danemark                                                         | Danemark                                                | Danemark                                         | Dog                                                                               | DOG                            | DAVID                                         | DADO                              | DELTA                      | Delta                | Delta                | Delta                      | Delta                                                    | DELL TAH                                             | Delta                          | DELL TAH                       |
| E     | Ecuador       | Eddystone                                                      | Edison                                                           | Edison                                                  | Edison                                           | Easy                                                                              | EASY                           | EDWARD                                        | ELSA                              | EDWARD                     | Echo                 | Echo                 | Echo                       | Echo                                                     | ECK OH                                               | Echo                           | ECK OH                         |
| F     | France        | Francisco                                                      | Florida                                                          | Florida                                                 | Florida                                          | Fox                                                                               | FOX                            | FREDDIE                                       | FIESTA                            | FOX                        | Foxtrot              | Foxtrot              | Foxtrot                    | Foxtrot                                                  | FOKS TROT                                            | Foxtrot                        | FOKS TROT                      |
| G     | Greece        | Gibraltar                                                      | Gallipoli                                                        | Gallipoli                                               | Gallipoli                                        | George                                                                            | GEORGE                         | GEORGE                                        | GATO                              | GRAMMA                     | Golf                 | Gold                 | Golf                       | Golf                                                     | GOLF                                                 | Golf                           | GOLF                           |
| H     | Hanover       | Hanover                                                        | Havana                                                           | Havana                                                  | Havana                                           | How                                                                               | HOW                            | HARRY                                         | HOMBRE                            | HAVANA                     | Hotel                | Hotel                | Hotel                      | Hotel                                                    | HOH TELL                                             | Hotel                          | HO TELL                        |
| I     | Italy         | Italy                                                          | Italia                                                           | Italia                                                  | Italia                                           | Item                                                                              | ITEM                           | IDA                                           | INDIA                             | ITALY                      | India                | India                | India                      | India                                                    | IN DEE AH                                            | India                          | IN DEE AH                      |
| J     | Japan         | Jerusalem                                                      | Jérusalem                                                        | Jérusalem                                               | Jerusalem                                        | Jig                                                                               | JIG                            | JOHN                                          | JULIO                             | JUPITER                    | Julietta             | Juliett              | Juliett                    | Juliett                                                  | JEW LEE ETT                                          | Juliett                        | JEW LEE ETT                    |
| K     | Khartoum      | Kimberley                                                      | Kilogramme                                                       | Kilogramme                                              | Kilogramme                                       | King                                                                              | KING                           | KING                                          | KILO                              | KILO                       | Kilo                 | Kilo                 | Kilo                       | Kilo                                                     | KEY LOH                                              | Kilo                           | KEY LOH                        |
| L     | Lima          | Liverpool                                                      | Liverpool                                                        | Liverpool                                               | Liverpool                                        | Love                                                                              | LOVE                           | LEWIS                                         | LUIS                              | LITER                      | Lima                 | Lima                 | Lima                       | Lima                                                     | LEE MAH                                              | Lima                           | LEE MAH                        |
| M     | Madrid        | Madagascar                                                     | Madagascar                                                       | Madagascar                                              | Madagascar                                       | Mike                                                                              | MIKE                           | MARY                                          | MAMA                              | MAESTRO                    | Metro                | Metro                | Mike                       | Mike                                                     | MIKE                                                 | Mike                           | MIKE                           |
| N     | Nancy         | Neufchatel                                                     | New York                                                         | New-York                                                | New York                                         | Nan (sau này là Nickel)                                                           | NAN                            | NANCY                                         | NORMA                             | NORMA                      | Nectar               | Nectar               | November                   | November                                                 | NO VEM BER                                           | November                       | NO VEM BER                     |
| O     | Ostend        | Ontario                                                        | Oslo                                                             | Oslo                                                    | Oslo                                             | Oboe                                                                              | OBOE                           | OTTO                                          | OPERA                             | OPERA                      | Oscar                | Oscar                | Oscar                      | Oscar                                                    | OSS CAH                                              | Oscar                          | OSS CAH                        |
| P     | Paris         | Portugal                                                       | Paris                                                            | Paris                                                   | Paris                                            | Peter                                                                             | PETER                          | PETER                                         | PERU                              | PERU                       | Polka                | Papa                 | Papa                       | Papa                                                     | PAH PAH                                              | Papa                           | PAH PAH                        |
| Q     | Quebec        | Quebec                                                         | Québec                                                           | Québec                                                  | Quebec                                           | Queen                                                                             | QUEEN                          | QUEEN                                         | QUEBEC                            | QUEBEC                     | Quebec               | Quebec               | Quebec                     | Quebec                                                   | KEH BECK                                             | Quebec                         | KEH BECK                       |
| R     | Rome          | Rivoli                                                         | Roma                                                             | Roma                                                    | Roma                                             | Roger                                                                             | ROGER                          | ROBERT                                        | ROSA                              | ROGER                      | Romeo                | Romeo                | Romeo                      | Romeo                                                    | ROW ME OH                                            | Romeo                          | ROW ME OH                      |
| S     | Sardinia      | Santiago                                                       | Santiago                                                         | Santiago                                                | Santiago                                         | Sail/Sugar                                                                        | SUGAR                          | SUSAN                                         | SARA                              | SANTA                      | Sierra               | Sierra               | Sierra                     | Sierra                                                   | SEE AIR RAH                                          | Sierra                         | SEE AIR RAH                    |
| T     | Tokio         | Tokio                                                          | Tripoli                                                          | Tripoli                                                 | Tripoli                                          | Tare                                                                              | TARE                           | THOMAS                                        | TOMAS                             | THOMAS                     | Tango                | Tango                | Tango                      | Tango                                                    | TANG GO                                              | Tango                          | TANG GO                        |
| U     | Uruguay       | Uruguay                                                        | Upsala                                                           | Upsala                                                  | Upsala                                           | Uncle                                                                             | UNCLE                          | UNION                                         | URUGUAY                           | URSULA                     | Union                | Union                | Uniform                    | Uniform                                                  | YOU NEE FORM or OO NEE FORM                          | Uniform                        | YOU NEE FORM or OO NEE FORM    |
| V     | Victoria      | Victoria                                                       | Valencia                                                         | Valencia                                                | Valencia                                         | Victor                                                                            | VICTOR                         | VICTOR                                        | VICTOR                            | VICTOR                     | Victor               | Victor               | Victor                     | Victor                                                   | VIK TAH                                              | Victor                         | VIK TAH                        |
| W     | Washington    | Washington                                                     | Washington                                                       | Washington                                              | Washington                                       | William                                                                           | WILLIAM                        | WILLIAM                                       | WHISKEY                           | WHISKEY                    | Whiskey              | Whiskey              | Whiskey                    | Whiskey                                                  | WISS KEY                                             | Whiskey                        | WISS KEY                       |
| X     | Xaintrie      | Xantippe                                                       | Xanthippe                                                        | Xanthippe                                               | Xanthippe                                        | X-ray                                                                             | XRAY                           | X-RAY                                         | EQUIS                             | X-RAY                      | ?                    | eXtra                | X-ray                      | X-ray                                                    | ECKS RAY                                             | X-ray                          | ECKS RAY                       |
| Y     | Yokohama      | Yokohama                                                       | Yokohama                                                         | Yokohama                                                | Yokohama                                         | Yoke                                                                              | YOKE                           | YOUNG                                         | YOLANDA                           | YORK                       | Yankey               | Yankee               | Yankee                     | Yankee                                                   | YANG KEY                                             | Yankee                         | YANG KEY                       |
| Z     | Zanzibar      | Zululand                                                       | Zürich                                                           | Zurich                                                  | Zurich                                           | Zebra                                                                             | ZEBRA                          | ZEBRA                                         | ZETA                              | ?                          | Zebra                | Zulu                 | Zulu                       | Zulu                                                     | ZOO LOO                                              | Zulu                           | ZOO LOO                        |
| 0     |               |                                                                |                                                                  | Zero                                                    | Zero                                             | Zero                                                                              | Zero                           |                                               |                                   |                            |                      |                      |                            | Zero                                                     | (proposal A: ZE-RO; proposal B: ZERO)                | Zero                           | ZE-RO                          |
| 1     |               |                                                                |                                                                  | One                                                     | One                                              | One                                                                               | Wun                            |                                               |                                   |                            |                      |                      |                            | One                                                      | (proposal A: WUN; proposal B: WUN)                   | Wun                            | WUN                            |
| 2     |               |                                                                |                                                                  | Two                                                     | Two                                              | Two                                                                               | Too                            |                                               |                                   |                            |                      |                      |                            | Two                                                      | (proposal A: TOO; proposal B: BIS)                   | Too                            | TOO                            |
| 3     |               |                                                                |                                                                  | Three                                                   | Three                                            | Three                                                                             | Thuh-ree                       |                                               |                                   |                            |                      |                      |                            | Three                                                    | (proposal A: TREE; proposal B: TER)                  | Tree                           | TREE                           |
| 4     |               |                                                                |                                                                  | Four                                                    | Four                                             | Four                                                                              | Fo-wer                         |                                               |                                   |                            |                      |                      |                            | Four                                                     | (proposal A: FOW-ER; proposal B: QUARTO)             | Fower                          | FOW-er                         |
| 5     |               |                                                                |                                                                  | Five                                                    | Five                                             | Five                                                                              | Fi-yiv                         |                                               |                                   |                            |                      |                      |                            | Five                                                     | (proposal A: FIFE; proposal B: PENTA)                | Fife                           | FIFE                           |
| 6     |               |                                                                |                                                                  | Six                                                     | Six                                              | Six                                                                               | Six                            |                                               |                                   |                            |                      |                      |                            | Six                                                      | (proposal A: SIX; proposal B: SAXO)                  | Six                            | SIX                            |
| 7     |               |                                                                |                                                                  | Seven                                                   | Seven                                            | Seven                                                                             | Seven                          |                                               |                                   |                            |                      |                      |                            | Seven                                                    | (proposal A: SEV-EN; proposal B: SETTE)              | Seven                          | SEV-en                         |
| 8     |               |                                                                |                                                                  | Eight                                                   | Eight                                            | Eight                                                                             | Ate                            |                                               |                                   |                            |                      |                      |                            | Eight                                                    | (proposal A: AIT; proposal B: OCTO)                  | Eight                          | AIT                            |
| 9     |               |                                                                |                                                                  | Nine                                                    | Nine                                             | Nine                                                                              | Niner                          |                                               |                                   |                            |                      |                      |                            | Nine                                                     | (proposal A: NIN-ER; proposal B: NONA)               | Niner                          | NIN-er                         |
| .     |               |                                                                |                                                                  |                                                         |                                                  |                                                                                   |                                |                                               |                                   |                            |                      |                      |                            |                                                          | Point (proposal A: DAY-SEE-MAL; proposal B: DECIMAL) | Decimal                        | DAY-SEE-MAL                    |
| Trăm  |               |                                                                |                                                                  |                                                         |                                                  |                                                                                   |                                |                                               |                                   |                            |                      |                      |                            |                                                          |                                                      | Hundred                        | HUN-dred                       |
| Nghìn |               |                                                                |                                                                  |                                                         |                                                  |                                                                                   |                                |                                               |                                   |                            |                      |                      |                            |                                                          | (Proposal A: TOUS-AND)                               | Thousand                       | TOU-SAND                       |
| ,     |               |                                                                |                                                                  | Dấu phẩy                                                | Dấu phẩy                                         |                                                                                   |                                |                                               |                                   |                            |                      |                      |                            | Comma                                                    | Comma                                                |                                |                                |
| /     |               |                                                                |                                                                  |                                                         | Fraction bar                                     |                                                                                   |                                |                                               |                                   |                            |                      |                      |                            | Fraction bar                                             | Fraction bar                                         |                                |                                |
|       |               |                                                                |                                                                  |                                                         | Break signal                                     |                                                                                   |                                |                                               |                                   |                            |                      |                      |                            | Break signal                                             | Break signal                                         |                                |                                |
| .     |               |                                                                |                                                                  | Full stop                                               | Full stop (period)                               |                                                                                   |                                |                                               |                                   |                            |                      |                      |                            | Full stop (period)                                       | Full stop (period)                                   |                                |                                |

Đối với ngữ âm 1938 và 1947, mỗi lần truyền số liệu được đi trước và theo sau là các từ "dưới dạng số" được nói hai lần.
ITU đã thông qua bảng chữ cái chính tả ngữ âm của Tổ chức Hàng hải Quốc tế vào năm 1959, và năm 1969 quy định rằng đó là "chỉ dành cho ứng dụng trong dịch vụ di động hàng hải".
Phát âm không được xác định trước năm 1959. Đối với phiên âm năm 1959 - hiện tại, âm tiết được gạch chân của mỗi từ chữ cái cần được nhấn mạnh và mỗi âm tiết của các từ mã cho các số liệu (1969 - hiện tại) phải được nhấn mạnh như nhau.

### Hàng không quốc tế
Bảng chữ cái chính tả Điện Thoại Vô Tuyến được Tổ chức hàng không dân dụng quốc tế sử dụng cho phương thức liên lạc máy bay quốc tế.
| Letter | 1932 General Radiocommunication and Additional Regulations (CCIR/ICAN) | 1946 ICAO Second Session of the Communications Division (same as Joint Army/Navy) | 1947 ICAO (same as 1943 US-UK) | 1947 ICAO alphabet (adopted exactly from ARRL | 1947 ICAO Latin America/Caribbean | 1947 IATA proposal to ICAO | 1949 ICAO code words | 1951 ICAO code words | 1956 – present ICAO code words |
| ------ | ---------------------------------------------------------------------- | --------------------------------------------------------------------------------- | ------------------------------ | --------------------------------------------- | --------------------------------- | -------------------------- | -------------------- | -------------------- | ------------------------------ |
| A      | Amsterdam                                                              | Able                                                                              | ABLE                           | ADAM                                          | ANA                               | ALPHA                      | Alfa                 | Alfa                 | Alfa                           |
| B      | Baltimore                                                              | Baker                                                                             | BAKER                          | BAKER                                         | BRAZIL                            | BETA                       | Beta                 | Bravo                | Bravo                          |
| C      | Casablanca                                                             | Charlie                                                                           | CHARLIE                        | CHARLIE                                       | COCO                              | CHARLIE                    | Coca                 | Coca                 | Charlie                        |
| D      | Danemark                                                               | Dog                                                                               | DOG                            | DAVID                                         | DADO                              | DELTA                      | Delta                | Delta                | Delta                          |
| E      | Edison                                                                 | Easy                                                                              | EASY                           | EDWARD                                        | ELSA                              | EDWARD                     | Echo                 | Echo                 | Echo                           |
| F      | Florida                                                                | Fox                                                                               | FOX                            | FREDDIE                                       | FIESTA                            | FOX                        | Foxtrot              | Foxtrot              | Foxtrot                        |
| G      | Gallipoli                                                              | George                                                                            | GEORGE                         | GEORGE                                        | GATO                              | GRAMMA                     | Golf                 | Gold                 | Golf                           |
| H      | Havana                                                                 | How                                                                               | HOW                            | HARRY                                         | HOMBRE                            | HAVANA                     | Hotel                | Hotel                | Hotel                          |
| I      | Italia                                                                 | Item                                                                              | ITEM                           | IDA                                           | INDIA                             | ITALY                      | India                | India                | India                          |
| J      | Jérusalem                                                              | Jig                                                                               | JIG                            | JOHN                                          | JULIO                             | JUPITER                    | Julietta             | Juliett              | Juliett                        |
| K      | Kilogramme                                                             | King                                                                              | KING                           | KING                                          | KILO                              | KILO                       | Kilo                 | Kilo                 | Kilo                           |
| L      | Liverpool                                                              | Love                                                                              | LOVE                           | LEWIS                                         | LUIS                              | LITER                      | Lima                 | Lima                 | Lima                           |
| M      | Madagascar                                                             | Mike                                                                              | MIKE                           | MARY                                          | MAMA                              | MAESTRO                    | Metro                | Metro                | Mike                           |
| N      | New York                                                               | Nan (later Nickel)                                                                | NAN                            | NANCY                                         | NORMA                             | NORMA                      | Nectar               | Nectar               | November                       |
| O      | Oslo                                                                   | Oboe                                                                              | OBOE                           | OTTO                                          | OPERA                             | OPERA                      | Oscar                | Oscar                | Oscar                          |
| P      | Paris                                                                  | Peter                                                                             | PETER                          | PETER                                         | PERU                              | PERU                       | Polka                | Papa                 | Papa                           |
| Q      | Québec                                                                 | Queen                                                                             | QUEEN                          | QUEEN                                         | QUEBEC                            | QUEBEC                     | Quebec               | Quebec               | Quebec                         |
| R      | Roma                                                                   | Roger                                                                             | ROGER                          | ROBERT                                        | ROSA                              | ROGER                      | Romeo                | Romeo                | Romeo                          |
| S      | Santiago                                                               | Sail/Sugar                                                                        | SUGAR                          | SUSAN                                         | SARA                              | SANTA                      | Sierra               | Sierra               | Sierra                         |
| T      | Tripoli                                                                | Tare                                                                              | TARE                           | THOMAS                                        | TOMAS                             | THOMAS                     | Tango                | Tango                | Tango                          |
| U      | Upsala                                                                 | Uncle                                                                             | UNCLE                          | UNION                                         | URUGUAY                           | URSULA                     | Union                | Union                | Uniform                        |
| V      | Valencia                                                               | Victor                                                                            | VICTOR                         | VICTOR                                        | VICTOR                            | VICTOR                     | Victor               | Victor               | Victor                         |
| W      | Washington                                                             | William                                                                           | WILLIAM                        | WILLIAM                                       | WHISKEY                           | WHISKEY                    | Whiskey              | Whiskey              | Whisky                         |
| X      | Xanthippe                                                              | X-ray                                                                             | XRAY                           | X-RAY                                         | EQUIS                             | X-RAY                      | X-RAY                | eXtra                | X-ray                          |
| Y      | Yokohama                                                               | Yoke                                                                              | YOKE                           | YOUNG                                         | YOLANDA                           | YORK                       | Yankey               | Yankee               | Yankee                         |
| Z      | Zürich                                                                 | Zebra                                                                             | ZEBRA                          | ZEBRA                                         | ZETA                              | ?                          | Zebra                | Zulu                 | Zulu                           |
| 0      |                                                                        | Zero                                                                              | Zero                           |                                               |                                   |                            |                      |                      | Zero                           |
| 1      |                                                                        | One                                                                               | Wun                            |                                               |                                   |                            |                      |                      | One                            |
| 2      |                                                                        | Two                                                                               | Too                            |                                               |                                   |                            |                      |                      | Two                            |
| 3      |                                                                        | Three                                                                             | Thuh-ree                       |                                               |                                   |                            |                      |                      | Three                          |
| 4      |                                                                        | Four                                                                              | Fo-wer                         |                                               |                                   |                            |                      |                      | Four                           |
| 5      |                                                                        | Five                                                                              | Fi-yiv                         |                                               |                                   |                            |                      |                      | Five                           |
| 6      |                                                                        | Six                                                                               | Six                            |                                               |                                   |                            |                      |                      | Six                            |
| 7      |                                                                        | Seven                                                                             | Seven                          |                                               |                                   |                            |                      |                      | Seven                          |
| 8      |                                                                        | Eight                                                                             | Ate                            |                                               |                                   |                            |                      |                      | Eight                          |
| 9      |                                                                        | Nine                                                                              | Niner                          |                                               |                                   |                            |                      |                      | Niner                          |
| .      |                                                                        |                                                                                   |                                |                                               |                                   |                            |                      |                      | Decimal                        |
| 100    |                                                                        |                                                                                   |                                |                                               |                                   |                            |                      |                      | Hundred                        |
| 1000   |                                                                        |                                                                                   |                                |                                               |                                   |                            |                      |                      | Thousand                       |

### Dịch vụ di động hàng hải quốc tế
Bảng chữ cái điện thoại vô tuyến ITU-R được Tổ chức Hàng hải Quốc tế (IMO) sử dụng cho hệ thống thông tin liên lạc hàng hải quốc tế. 
| Letter | 1932–1965 IMO code words | 1965 – present (WRC-03) IMO code words | 1967 WARC code words | 2000 – present IMO SMCP code words | 1967 WARC respelling        | 2007 – present ITU-R respelling |
| ------ | ------------------------ | -------------------------------------- | -------------------- | ---------------------------------- | --------------------------- | ------------------------------- |
| A      | Amsterdam                | Alfa                                   | Alfa                 | Alfa                               | AL FAH                      | AL FAH                          |
| B      | Baltimore                | Bravo                                  | Bravo                | Bravo                              | BRAH VOH                    | BRAH VOH                        |
| C      | Casablanca               | Charlie                                | Charlie              | Charlie                            | CHAR LEE or SHAR LEE        | CHAR LEE or SHAR LEE            |
| D      | Danemark                 | Delta                                  | Delta                | Delta                              | DELL TAH                    | DELL TAH                        |
| E      | Edison                   | Echo                                   | Echo                 | Echo                               | ECK OH                      | ECK OH                          |
| F      | Florida                  | Foxtrot                                | Foxtrot              | Foxtrot                            | FOKS TROT                   | FOKS TROT                       |
| G      | Gallipoli                | Golf                                   | Golf                 | Golf                               | GOLF                        | GOLF                            |
| H      | Havana                   | Hotel                                  | Hotel                | Hotel                              | HOH TELL                    | HOH TELL                        |
| I      | Italia                   | India                                  | India                | India                              | IN DEE AH                   | IN DEE AH                       |
| J      | Jérusalem                | Juliett                                | Juliett              | Juliet                             | JEW LEE ETT                 | JEW LEE ETT                     |
| K      | Kilogramme               | Kilo                                   | Kilo                 | Kilo                               | KEY LOH                     | KEY LOH                         |
| L      | Liverpool                | Lima                                   | Lima                 | Lima                               | LEE MAH                     | LEE MAH                         |
| M      | Madagascar               | Mike                                   | Mike                 | Mike                               | MIKE                        | MIKE                            |
| N      | New-York                 | November                               | November             | November                           | NO VEM BER                  | NO VEM BER                      |
| O      | Oslo                     | Oscar                                  | Oscar                | Oscar                              | OSS CAH                     | OSS CAH                         |
| P      | Paris                    | Papa                                   | Papa                 | Papa                               | PAH PAH                     | PAH PAH                         |
| Q      | Québec                   | Quebec                                 | Quebec               | Quebec                             | KEH BECK                    | KEH BECK                        |
| R      | Roma                     | Romeo                                  | Romeo                | Romeo                              | ROW ME OH                   | ROW ME OH                       |
| S      | Santiago                 | Sierra                                 | Sierra               | Sierra                             | SEE AIR RAH                 | SEE AIR RAH                     |
| T      | Tripoli                  | Tango                                  | Tango                | Tango                              | TANG GO                     | TANG GO                         |
| U      | Upsala                   | Uniform                                | Uniform              | Uniform                            | YOU NEE FORM or OO NEE FORM | YOU NEE FORM or OO NEE FORM     |
| V      | Valencia                 | Victor                                 | Victor               | Victor                             | VIK TAH                     | VIK TAH                         |
| W      | Washington               | Whisky                                 | Whisky               | Whisky                             | WISS KEY                    | WISS KEY                        |
| X      | Xanthippe                | X-ray                                  | X-ray                | X-ray                              | ECKS RAY                    | ECKS RAY                        |
| Y      | Yokohama                 | Yankee                                 | Yankee               | Yankee                             | YANG KEY                    | YANG KEY                        |
| Z      | Zurich                   | Zulu                                   | Zulu                 | Zulu                               | ZOO LOO                     | ZOO LOO                         |
| 0      | Zero                     | ZEERO                                  | NADAZERO             | ZEERO                              | NAH-DAH-ZAY-ROH             | NAH-DAH-ZAY-ROH                 |
| 1      | One                      | WUN                                    | UNAONE               | WUN                                | OO-NAH-WUN                  | OO-NAH-WUN                      |
| 2      | Two                      | TOO                                    | BISSOTWO             | TOO                                | BEES-SOH-TOO                | BEES-SOH-TOO                    |
| 3      | Three                    | TREE                                   | TERRATHREE           | TREE                               | TAY-RAH-TREE                | TAY-RAH-TREE                    |
| 4      | Four                     | FOWER                                  | KARTEFOUR            | FOWER                              | KAR-TAY-FOWER               | KAR-TAY-FOWER                   |
| 5      | Five                     | FIFE                                   | PANTAFIVE            | FIFE                               | PAN-TAH-FIVE                | PAN-TAH-FIVE                    |
| 6      | Six                      | SIX                                    | SOXISIX              | SIX                                | SOK-SEE-SIX                 | SOK-SEE-SIX                     |
| 7      | Seven                    | SEVEN                                  | SETTESEVEN           | SEVEN                              | SAY-TAY-SEVEN               | SAY-TAY-SEVEN                   |
| 8      | Eight                    | AIT                                    | OKTOEIGHT            | AIT                                | OK-TOH-AIT                  | OK-TOH-AIT                      |
| 9      | Nine                     | NINER                                  | NOVENINE             | NINER                              | NO-VAY-NINER                | NO-VAY-NINER                    |
| .      |                          |                                        | DECIMAL              |                                    | DAY-SEE-MAL                 | DAY-SEE-MAL                     |
| .      | Full stop                |                                        | STOP                 |                                    | STOP                        | STOP                            |
| ,      | Comma                    |                                        |                      |                                    |                             |                                 |
|        | Break signal             |                                        |                      |                                    |                             |                                 |
| ⁄      | Fraction bar             |                                        |                      |                                    |                             |                                 |
| 1000   |                          | TOUSAND                                |                      | TOUSAND                            |                             |                                 |

## Biến thể

### Hàng không
- "Delta" được thay thế bằng "Data", "Dixie" hoặc "David" tại các sân bay có phần lớn các chuyến bay của Delta Air Lines, như tại Sân bay Quốc tế Hartsfield-Jackson Atlanta,[43] để tránh nhầm lẫn vì " Delta "cũng là kí hiệu gọi của Delta.[44]